# Cyamus monodontis
Cyamus monodontis är en kräftdjursart som beskrevs av Christian Frederik Lütken 1870. Cyamus monodontis ingår i släktet Cyamus och familjen vallöss. Inga underarter finns listade i Catalogue of Life.